# مرق (گوی‌گول)
مرق (به لاتین: Maraq) یک منطقه مسکونی در جمهوری آذربایجان است که در شهرستان گوی‌گول واقع شده است.